# Kléh István
Kléh István (Pest, 1825. július 25. – Budapest, 1913. január 14.) ügyvéd, újságíró, bankár.

## Életútja
Kléh Pál ügyvéd és Dugonits Katalin fia. Középiskoláit és egyetemi jogi tanulmányait szülővárosában végezte. Az 1840-es évek folyamán a fővárosi lapok munkatársa volt, 1843-44-ben Pozsonyban volt mint országgyűlési tudósító. 1844-ben nyert ügyvédi oklevelet és 1848-ig az ügyvédi pályán működött. A márciusi pesti mozgalmakban tevékenyen részt vett; azután Kossuth Lajos mellett volt pénzügyminiszteri titkár. Mint jó hazafi, 1849-ben őrnagyi ranggal Szatmár vármegye kormánybiztosa lett és közadakozásból egy egész vadászzászlóaljat toborzott és fölfegyverkezett. A világosi fegyverletételt követően hónapokig bujdosott, míg Haynaunak és társainak uralma véget nem ért. Azután az ügyvédségre tért vissza és főleg mint az úrbéri viszonyok alapos ismerője 1872-ig keresett ügyvéd volt. 1858-ban a Pesti Hazai Takarékpénztár Egyesület igazgató-választmányának, 1876-ban pedig igazgatóságának tagjává választották és 1895-től az egyesület igazgatósági elnöke volt. A főváros törvényhatóságának egyik legrégibb (1861-től) bizottsági tagja. Nagy érdeme van a Népszínház fölépítése és fejlődésében, a bizottságának tagja és előadója lévén. A Városliget újjáalakításában is nagy buzgóságot fejtett ki és az Üllői úti Népliget tervezetének egyik kezdeményezője. 1891 végén a magyar egyesület ügyeinek vezetését bízta rá; több társadalmi egyesület elnöke és igazgatója volt. 1898. április 21-én a budapesti belvárosi Sas-kör Kalap utcai uj házának zárókő letételi ünnepélyén leplezték le azon márvány emléktáblát, mellyel Kléhnek mint a kör elnökének és ezen hajlék megteremtőjének érdemeit tisztelték meg.
Cikkei a Pesti Divatlapban (1845. Életcseppek, 1847. Igazság gyöngyei, Ördög iskolája, egy kép az életből); jogi s politikai cikkeket írt a Pesti Naplóba báró Kemény Zsigmond és Királyi Pál szerkesztése idejében névtelenül és népszerű légtünettani jegyzeteket 1875-ben szintén névtelenül.

## Emlékezete
- Budapest XII. kerületében utca viseli a nevét.

## Művei
- A pesti forradalom története 1848-ban. Adatul politikai életünk erkölcstörténetéhez. (Az absolut irányú kormány megbukásának emlékeül.) Pest, 1848. (Ism, Pesti Divatlap 1848. 16. sz., Egyetértés 1895. 73. sz.)
- Az austriai új büntetőtörvény. A büntetési illetőséggel és sajtórendtartással bővítve. Uo. 1853.
- Az ideiglenes polgári perrendtartás Magyar-, Horvát-, Tótország-, Szerbvajdaság és a temesi bánság számára. Uo. 1853.
- Az austriai közönséges polgári törvény betűrendben. Kézikönyvül birák és ügyvédek számára. Uo. 1853.
- Törvénykezelési rendeletek gyűjteménye. Kézikönyvül birák és ügyvédek számára 1848-1858. Két kötet, 3 füzetben. (Nagy Károlylyal együtt.)
- Indítvány az 1870. 101. t.-czikk módosítása iránt és ugyanezen ügyben Válasz. Bpest, 1874-75. (Két röpirat.)